# Kim Hyo-yeon
Dans ce nom, le nom de famille, Kim, précède le nom personnel coréen.
Kim Hyo-yeon (en hangeul : 김효연), née le 22 septembre 1989 à Incheon, est une chanteuse, une rappeuse et danseuse sud-coréenne, membre du groupe de K-pop, Girls' Generation depuis sa création en 2007 par SM Entertainment. Elle est surnommée « Dancing Queen » en référence à son talent de danseuse et à la position qu'elle occupe dans le groupe. Depuis septembre 2018, elle fait partie de Girls' Generation-Oh!GG, la deuxième sous-unité du groupe.
Elle mène une carrière de DJ sous le pseudonyme de HYO depuis 2018.

## Biographie
Hyoyeon est née à Incheon (Corée du Sud) et a un frère cadet, Kim Min-gu. Elle a participé aux auditions organisées par SM Entertainment à l'âge de 11 ans. Hyoyeon raconte que sa mère l'emmenait à ces castings dans l'espoir d'y rencontrer son groupe favori, H.O.T..
En 2004, accompagnée de Siwon du groupe Super Junior, elle fut envoyée à Pékin afin d'y étudier le chinois.
Hyoyeon a été désignée "danseuse préférée de Corée" sur Star News en 2013.

## Carrière

### Début et entrainement
La formation de danse de Hyoyeon a commencé à l'école primaire. À l'école de danse de son quartier, elle y a appris le hip-hop, le jazz et la danse latine.
En 1999, elle s'est inscrite à la Winners Dance School, une célèbre école de danse sud-coréenne spécialisée dans le hip-hop et des mouvements tels que le "locking" et le "popping".
C'est dans cette école qu'elle y rencontrera Min des miss A, avec qui elle formera ensuite le groupe de danse "Little Winners" (리틀위너스). Le duo s'est produit à de nombreux évènements et a été mis en lumière par le site HipHoper.com en 2004.
Hyoyeon a suivi les cours de danse des Electric Boogaloos ainsi que de célèbres chorégraphes tels que Kim Hye-rang, Poppin Seen, Kwang Hoo (Crazy Monkey), Poppin DS, Kwon Seok-jin (Locking Khan) et le chorégraphe de Black Beat, Shim Jae-won. Elle a également collaboré avec l'un des chorégraphes de Justin Timberlake et d'autres professeurs étrangers.
Avant de débuter au sein de Girls' Generation, elle a fait partie de la troupe de danseurs de la chanteuse BoA durant une représentation au M.net KM Music Festival en 2005 en tant que silhouette de la célèbre chanteuse.
En 2007, elle a fait équipe avec Shim Jaewon (chorégraphe de la SME) pour une collaboration sur "Anonymous".

### Activités solo
Le 7 mars 2010, Hyoyeon a fait une apparition (dans son propre rôle) dans la série télévisée de SBS, "Oh! My Lady" aux côtés de deux autres membres du groupe, Jessica et Sooyoung.
Le 17 octobre 2011, Hyoyeon a été confirmée au casting de la seconde saison d'Invincible Youth, une émission de variétés coréenne, aux côtés de Sunny.
Le 25 mars 2012, Hyoyeon est annoncée comme participante à la seconde saison de la version coréenne de Danse avec les Stars (premier épisode diffusé le 27 avril 2012).
Hyoyeon et son partenaire ont terminé à la seconde place.
En juillet 2012, Hyoyeon et Seohyun sont apparues dans le magazine Nylon (magazine de mode et de culture pop) pour l'édition du mois d'août.
Le 30 octobre 2012, Hyoyeon a posé pour la toute première publication du magazine Creative Book (centré sur la beauté et la mode).
Hyoyeon a ensuite été membre du dernier sous-groupe de la SM Entertainment composé des meilleurs danseurs de l'agence, 'Younique Unit', qui a collaboré avec Hyundai pour sortir leur premier album sobrement intitulé "PYL Younique Album".
En mai 2013, Hyoyeon devient l’ambassadrice asiatique de Topshop Hong-Kong.
Le 17 juin 2013, il a été révélé que Hyoyeon sera coach aux côtés de Yuri à Dancing 9, la nouvelle émission de danse sur Mnet.
Le  25 août 2016 elle débute avec son nouveau groupe " Triple T" qui se compose de Min membre des miss A , qui est une de ses amies d'enfance et Jo Kwon qui lui est leader du groupe 2AM. Leur premier titre s'intitule "Born to be wild" en featuring avec JYP.
Le 1er décembre 2016 elle sort son premier titre solo qui se nomme  "Mystery".
En juin 2017, elle sort un nouveau titre avec SanE: Wannabe.
Le 18 avril 2018, elle publie une chanson intitulée Sober en collaboration avec Ummet Ozcan. Cette chanson est disponible en version coréenne, anglaise et pop. Elle publie cette chanson sous le nom de scène DJ HYO, marquant ainsi ses débuts en tant que DJ. Quelques mois plus tard, elle sort Punk Right Now. En 2019, elle sort un nouveau single en tant que DJ, intitulé Badster.
Le 22 juillet 2020, elle fait son retour en tant que HYO avec le single Dessert en featuring avec Soyeon de (G)I-DLE et Loopy.

### Girls' Generation-Oh!GG
Le 5 septembre 2018, elle débute dans un nouveau sous-groupe de Girls' Generation, nommé Girls' Generation-Oh!GG avec quatre autres membres : Taeyeon, Sunny, Yuri et Yoona. Le single de début s'intitule Lil' Touch et le groupe diffusera sa première émission à cinq à partir du 3 septembre 2018.

## Vie privée
Hyoyeon a été en couple avec Kim Jun-hyung, un entrepreneur dans le marketing de marques, de 2012 à 2014. Leur relation a été confirmée publiquement par Kim Jun-hyung en 2013 avant qu'ils ne rompent en 2014. Malgré cela les deux sont restés en bons termes, se qualifiant mutuellement de "bons amis".

## Santé
Le 4 août 2009, Hyoyeon a été impliquée dans un accident de voiture mineur alors qu’elle se trouvait à bord d’un véhicule transportant plusieurs membres du groupe Girls’ Generation. Le véhicule circulait sur la route olympique de Séoul, en direction du dortoir du groupe situé à Gangnam, après avoir participé à l’émission de radio Dreamy Radio YooGun sur MBC FM4U. Le véhicule a été percuté par une autre voiture, entraînant une collision sans gravité majeure. Bien qu’aucune blessure physique sérieuse n’ait été signalée, Hyoyeon, qui était assise à l’avant, a ressenti un choc émotionnel important à la suite de l’impact. Elle a été hospitalisée par mesure de précaution, et les examens médicaux n’ont révélé aucune lésion notable. L’agence du groupe, SM Entertainment, a confirmé que toutes les activités prévues du groupe ont été maintenues après l’accident, Hyoyeon ayant pu reprendre ses engagements sans interruption.
En novembre 2018, lors du tournage du vidéoclip de la chanson Punk Right Now, Hyoyeon a été blessée par la chute d’un panneau en acrylique (plexiglas) sur le plateau. L’impact a provoqué des égratignures et une douleur à la jambe, bien qu’aucune fracture ou blessure grave n’ait été signalée. Hyoyeon a déclaré lors d’une interview que malgré la douleur, le tournage avait pu être complété sans interruption. Elle a également précisé que l’incident n’avait pas nécessité d’hospitalisation, mais qu’il avait entraîné une gêne temporaire.
En 2025, Hyoyeon a été victime d’un épisode d’hypertension sévère alors qu’elle pratiquait des techniques vocales, notamment des notes aiguës, à bord d’un véhicule en circulation sur l’autoroute. Elle a rapporté que son corps s’était soudainement engourdi et qu’elle éprouvait des difficultés à respirer, l’obligeant à s’arrêter sur la bande d’arrêt d’urgence. Elle a immédiatement appelé les services d’urgence (119) et a été transportée à l’hôpital pour recevoir des soins médicaux. À la suite de cet incident, Hyoyeon a déclaré qu’elle ne pratiquerait plus de chant à haute intensité dans des situations inappropriées comme les trajets en voiture, afin de préserver sa santé cardiovasculaire et éviter tout risque de récidive.

## Discographie

### Mini-album (EP)
| Année | Titre | Détails                                                                   | Classement | Ventes               |
| Année | Titre | Détails                                                                   | COR        | Ventes               |
| ----- | ----- | ------------------------------------------------------------------------- | ---------- | -------------------- |
| 2022  | Deep  | - Date de sortie : 16 mai 2022 - Label : SM Entertainment, ScreaM Records | 13         | COR : plus de 13 000 |

### Singles
| Année                                                      | Titre                                           | Classements             | Classements             | Album                   |
| Année                                                      | Titre                                           | COR                     | USA World               | Album                   |
| En tant qu'artiste solo                                    | En tant qu'artiste solo                         | En tant qu'artiste solo | En tant qu'artiste solo | En tant qu'artiste solo |
| ---------------------------------------------------------- | ----------------------------------------------- | ----------------------- | ----------------------- | ----------------------- |
| 2016                                                       | Mystery                                         | —                       | 12                      | Hors album              |
| 2017                                                       | Wannabe (feat. San E)                           | —                       | 8                       | Hors album              |
| 2018                                                       | Sober (feat. Ummet Ozcan)                       | —                       | 15                      | Deep                    |
| 2018                                                       | Punk Right Now (avec 3LAU)                      | —                       | 16                      | Deep                    |
| 2019                                                       | Badster                                         | —                       | —                       | Deep                    |
| 2020                                                       | Dessert (feat. Loopy & Soyeon)                  | —                       | 16                      | Deep                    |
| 2020                                                       | Think About Me (feat. Coogie)                   | —                       | —                       | SM Station Season 4     |
| 2021                                                       | Second (feat. BIBI)                             | 176                     | 17                      | Deep                    |
| 2022                                                       | Deep                                            | —                       | —                       | Deep                    |
| 2023                                                       | Picture                                         | —                       | —                       | Hors album              |
| 2024                                                       | Retro Romance                                   | À venir                 | À venir                 | Hors album              |
| En featuring et en collaboration                           |                                                 |                         |                         |                         |
| 2016                                                       | Up & Down (Taeyeon feat. Hyoyeon)               | 84                      | —                       | Why                     |
| 2016                                                       | Born to be Wild (avec Min, Jo Kwon & J.Y. Park) | —                       | 11                      | Hors album              |
| 2023                                                       | Party (PimryPie feat. Hyoyeon)                  | —                       | —                       | Hors album              |
| "—" indique que le single ne s'est pas classé dans ce pays |                                                 |                         |                         |                         |

## Filmographie

### Films
| Année | Titre                                                    | Rôle      | Notes                       |
| ----- | -------------------------------------------------------- | --------- | --------------------------- |
| 2012  | I AM. – SM Town Live World Tour in Madison Square Garden | Elle-même | Film biographique d'SM Town |

### Dramas
| Année | Titre                | Rôle                                                |
| ----- | -------------------- | --------------------------------------------------- |
| 2008  | Unstoppable Marriage | BoolGwangDong (l'une des 7 princesses) (figuration) |
| 2010  | Oh My Lady!          | Elle-même (figuration)                              |

### Télévision
| Année                                          | Titre                               | Rôle                                             | Épisode(s)                                                                               |
| ---------------------------------------------- | ----------------------------------- | ------------------------------------------------ | ---------------------------------------------------------------------------------------- |
| 2007                                           | Cutie Honey (Mini comédie musicale) | Une persécutrice (accompagnée de Yuri & Jessica) | –                                                                                        |
| 2009                                           | We Got Married Saison 1             | Elle-même                                        | 42, 45, 49                                                                               |
| 2010                                           | We Got Married Saison 2             | Elle-même                                        | 51, 52, 56, 57, 69 (sur scène)                                                           |
| 2010                                           | Let's Go Dream Team! Saison 2       | Elle-même                                        | Récurrente                                                                               |
| 2011                                           | Running Man                         | Elle-même                                        | 63, 64                                                                                   |
| 2011–2012                                      | Invincible Youth 2                  | Elle-même                                        | Tous                                                                                     |
| 2012                                           | Dancing with the Stars 2            | Elle-même                                        | Tous                                                                                     |
| 2013                                           | Star King                           | Elle-même                                        | 299                                                                                      |
| 2013                                           | Strong Heart                        | Elle-même                                        | 165, 166                                                                                 |
| 2013                                           | Happy Together                      | Elle-même                                        | 282                                                                                      |
| 2013                                           | Shinhwa Broadcast                   | Elle-même                                        | Invitée sur les épisodes 47 et 48 accompagnée de Sunny, Taeyeon, Yoona, Yuri et Sooyoung |
| 2015                                           | Immortal Song 2                     | Elle-même                                        | 190                                                                                      |
| 2015                                           | Hyoyeon's One Million Likes         | Elle-même                                        |                                                                                          |
| Voir la suite sur la Page de Girls' Generation |                                     |                                                  |                                                                                          |

### Animation d'émissions
| Année | Titre                 | Rôle                                         |
| ----- | --------------------- | -------------------------------------------- |
| 2008  | Star Live Power Music | Coanimatrice avec toutes les autres membres  |
| 2009  | Mnet's The M          | Animatrice avec Jessica et Sunny (27 août)   |
| 2012  | Show! Music Core      | Animatrice avec Seohyun et Yonghwa (7 avril) |
| 2013  | M! Countdown          | Animatrice avec Yuri (3 janvier)             |

### Apparition dans des clips
| Année | Chanson       | Artiste(s)                                               |
| ----- | ------------- | -------------------------------------------------------- |
| 2010  | Caribbean Bay | Girls' Generation & 2PM                                  |
| 2012  | Maxstep       | Younique Unit (avec Eunhyuk, Taemin, Kai, Henry & Luhan) |

### Récompenses
| Année | Récompenses              | Catégorie                                                     | Résultat   |
| ----- | ------------------------ | ------------------------------------------------------------- | ---------- |
| 2012  | MBC Entertainment Awards | Révélation féminine de variétés pour Dancing with the Stars 2 | Nomination |